# Мичио Каку
Мичио Каку (на японски: 加來 道雄; на английски: Kaku Michio) е американски физик теоретик, един от създателите на теорията на струнните полета, която е раздел на теорията на струните.
Той е голям ентусиаст за популяризиране на науката като водещ на научни радио- и телевизионни програми, както и автор на множество книги и популярни лекции.

## Произход и образование
Роден е в Сан Хосе в семейство на японски имигранти (с тибетско ДНК потекло). Дядо му пристига в САЩ, за да вземе участие в операцията по почистване след земетресението от 1906 г. в Сан Франциско. Баща му е роден в Калифорния, но израства в Япония и говори малко английски. И двамата му родители са изпратени в Центъра за военни преселници Тюл Лейк, където се срещат и където се ражда брат му.
Още като ученик в гимназията Къбърли в Пало Алто Каку сглобява ускорител на частици в гаража на родителите си по повод научно изложение в гимназията. Признатата му цел е да генерира „лъч от гама частици достатъчно силни, за да създадат антиматерия.“ В Националния научен панаир в Албъкърки, Ню Мексико, той привлича вниманието на физика Едуард Телер, който взима Каку под крилото си, съдействайки му да спечели стипендията на фондация „Херц“. Каку се дипломира с пълно отличие от Харвардския университет през 1968 г. и е първи в групата си по физика. Той постъпва в Националната радиационна лаборатория към Калифорнийския университет в Бъркли и получава докторска степен през 1972 г., а през същата година става лектор в Принстънския университет.
По време на Виетнамската война Каку служи в казармата Форт Бенинг, Джорджия и завършва основно армейско обучение и пехотно обучение във Форт Люис, Вашингтон. Виетнамската война привършва преди той да бъде изпратен като пехотинец.

## Академична кариера
Каку е посетител и член (1973 г. и 1990 г.) на Института за перспективни изследвания в Принстън и в Нюйоркския университет. Той е професор по теоретична физика в Градския колеж на Ню Йорк.
Каку има над 70 статии, публикувани във физични списания, като Physical Review, по теми като теория на суперструните, супергравитация, суперсиметрия и адронна физика. През 1974 г. заедно с проф. Кейджи Кикава от Унивеситета в Осака той става автор на първите дисертации, описващи теорията на струните в полева форма.
Каку е автор на няколко учебника по теория на струните и квантова теория на полето.